# Фріц Тарбук
Фрідріх «Фріц» Марія Тарбук, в 1904-19 роках — Тарбук фон Зенсенгорст (нім. Friedrich „Fritz“ Maria Tarbuk von Sensenhorst; 16 серпня 1896 — 1 березня 1976) — австро-угорський офіцер і австрійський підприємець, гауптман. Засновник одного з найбільших підприємств Австрії — фірми F.M. Tarbuk & Co., яка займається продажем автомобілів і запчастин до них.

## Біографія
Представник сім'ї спадкових військових хорватського походження. Син фельдмаршал-лейтенанта Йоганна Тарбука фон Зенсенгорста і його дружини Матільди Йозефи, уродженої Байргаммер. Мав чотирьох братів (Ганс, Карл, Роберт і Фелікс) і 2 сестри.
Учасник Першої світової війни, заступник командира торпедного катера SM Tb 40. В 1915 році переведений на лінкор «Гамбург», проте через відсутність пофарбування корабля Тарбука перевели в артилерійські частини ландверу. В кінці війни потрапив в полон.
Після звільнення заснував F.M. Tarbuk & Co. Співпрацював з численними брендами, серед яких — DKW, Horch, Audi, Wanderer, Auto Union і Mathis, В 1930 роках відкрив нові автосалони в Австрії і Словаччині. Тарбук мав зв'язки з численними нацистськими політиками, а також діячами культури і спорту, які використовував для захисту свого партнера-єврея Петера Пфлаума ті інших співробітників фірми від переслідувань. Після закінчення Другої світової війни фірма Тарбука стала головним агентством для ряду автомобільних брендів (продавала загалом 48 марок автомобілів) і в 1950-х роках зайняла високі позиції на австрійському ринку.

## Сім'я
Одружився з полькою Марією Лібрович. Шлюб виявився бездітним, тому фірму успадкували двоє племінників Тарбука.

## Нагороди
- Пам'ятна військова медаль (Австрія) з мечами
- Почесний хрест ветерана війни з мечами